# توماس هابز
توماس هابْز (به انگلیسی: Thomas Hobbes) (یا تامس هابز) یکی از فیلسوفان سیاسی انگلستان و آغازگر به‌کارگیری عقلانیت و استدلال در اندیشه‌های سیاسی و انسان‌شناسی بود. او در ۵ آوریل ۱۵۸۸ در انگلستان زاده شد. پدرش، کشیش کلیسای منطقه بود و تنها می‌توانست ادعیه و موعظه‌های کلیسا را بخواند و تحصیل علم در نظرش ارزشی نداشت. عموی هابز تاجر بود و خرج زندگی او را تأمین کرد. در ۱۵ سالگی به زبان لاتین و زبان یونانی مسلط بود و برای ادامه تحصیل به دانشگاه آکسفورد رفت. پس از اتمام دوره دانشگاه در خانواده کوندیش معلم خصوصی شد. سفرهایی به اروپا کرد. در پاریس به تحصیل علوم طبیعی و ریاضی پرداخت و معلم چارلز دوم شد که بعداً به پادشاهی انگلستان رسید.
هابز از ۴۰ سالگی، نگارش آثار علمی و دانشگاهی را آغاز کرد. در سال ۱۶۴۲ در پاریس کتاب «اصول فلسفه سیاسی» را به لاتین نوشت. وی بیشتر به سبب کارهایش در فلسفهٔ سیاسی و کتاب لِویاتان (به لاتین: Leviathan) شهرت دارد. هابز این کتاب را در سال ۱۶۵۱ نوشت. با ارائه لویاتان، هابز روش استدلال عقلانی را در فلسفه و اندیشه سیاسی و اجتماعی نمایش می‌دهد. لویاتان، بنیانی عقلانی برای بسیاری از نظریه‌های قرارداد اجتماعی در فلسفهٔ سیاسی به وجود آورده است. در ۱۶۵۲، هابز به انگلستان بازگشت و بقیه عمر را در آنجا زیست و دیگر آثارش را به لاتین و انگلیسی در لندن منتشر کرد. هابز در سال ۱۶۷۹ درگذشت.

## اندیشه
از یک دیدگاه، هابز، در ادامه اندیشه سیاسی ماکیاولی و در سرزمین جدیدی که او کشف کرده بود، نظریه‌پرداز «علم جدید سیاست» بود.
اما از دیدگاه دیگر، هابز آغازگر استدلال و عقلانیت در فلسفه سیاسی بود و هر چند بر لزوم وجود پادشاه (یا سلطان) تأکید می‌کرد، موهبت الهی را دلیل این امر نمی‌دانست و با هر نوع استدلال خارج از عقلانیت (مبتنی بر ماوراء طبیعت یا عقاید دینی) مخالف بود. اهمیت و تأثیر شایان هابز، نه به خاطر استدلال او و نه به خاطر نتایج جدید او است، بلکه در ارائه یک روش علمی و عقلانی برای استدلال در علم اجتماع و علم سیاست است. هابز با به‌کارگیری روش تحقیق علمی فرانسیس بیکن و روش تشکیک دکارت، لزوم و امکان استدلال عقلانی در تفکر سیاسی را معرفی کرد.

### فلسفه
برابر مقدمات فلسفی و وجودشناختی که در دو اثر دیگر هابز «جسم» و «طبیعت انسانی»، به تفصیل آمده است، فقط اجسام وجود دارند که ممکن است اجسام مادی به معنای دقیق کلمه (یا طبیعی) و اجسام سیاسی (مصنوعی) باشند. از سویی، انسان بخشی از ماده است و از آن تشکیل شده است و از سوی دیگر، به عنوان موجودی که می‌تواند اجسام مصنوعی به وجود آورد سازنده و فاعل نظریهٔ سیاسی است. شناخت‌ها مجموعهٔ احساس‌هاست که به نوبه خود دگرگونی‌ها، یعنی حرکاتی است که در اجسام محسوس ایجاد شده و به وسیله اعصاب به مغز انتقال یافته است. ادراکات ما از جهان احساس دگرگونی‌های مربوطی است که در جوهر دماغی وارد می‌شود و بنابراین، این ادراکات اموری ذهنی‌اند. غریزه‌های غلبه‌ناپذیری تعیین‌کنندهٔ دقیق همهٔ اعمال انسان‌اند. در اعمال انسان جایی برای آزادی وجود ندارد و خیر و شر اموری نسبی‌اند: خیر با مطلوب و شر با نامطلوب یگانه است.
نتیجهٔ منطقی این مادی‌مذهبی نظریهٔ «دولت مطلقه» است. در نظر هابز، در موضوع سیاست، آزادی به اندازهٔ اخلاق و متافیزیک غیرقابل قبول است: در دولت، همچنان که در طبیعت، قدرت موجد حق است. وضع طبیعی انسان‌ها «جنگ همه با همه است»، و دولت وسیلهٔ ضروری پایان‌بخشیدن به این حالت است. دولت زندگی و اموال افراد را به بهای اطاعت منفعلانه و مطلقی که از آن‌ها انتظار دارد، مورد حمایت قرار می‌دهد. امر دولت خیر است و نهی دولت شر؛ ارادهٔ دولت عالی‌ترین قانون است.
هابز به این موجود مصنوعی که دولت یا جمهوری را به وجود می‌آورد - یعنی آدمکی حقیقی که دارای زندگی صرفاً ماشینی است و نبوغ انسانی آن را طرح کرده و ساخته است - «لویاتان» نام می‌دهد، که از آن موجود افسانه‌ای و رمزی کتاب مقدس و به ویژه کتاب ایوب گرفته شده است. هابز این لویاتان را در تصویر معروف چاپ اول اثر نشان داده است: غولی تاج‌دار که شمشیری در یک دست و عصای پاپی در دست دیگر دارد. به عبارت دیگر، لویاتان نیروی نظامی و روحانی را در اختیار دارد که سلطه بر اجسام و وجدان‌ها را به او اعطا می‌کند. روح مصنوعی لویاتان از حاکمیت؛ مفاصل او از صاحبان مناصب؛ اعضای او قوای قضاییه و مجریه؛ اعصاب او پاداش و مجازات؛ نیروی او رفاه و ثروت همهٔ اعضاء به‌طور خاص؛ فعالیت او از رستگاری مردم؛ حافظهٔ او از رایزنان؛ عقل و ارادهٔ او قوانین و مصوبه‌ها، سلامت او از اجماع، بیماری او از شورش، مرگ او از جنگ داخلی تشکیل شده است؛ و کلمه «کُنْ» الاهی و آفرینش انسان در سفر پیدایش، از میثاق‌ها و قراردادهایی فراهم آمده است که نخستین‌بار اجزای مختلف جسم سیاسی را جمع و وحدت بخشید.

### اندیشهٔ سیاسی
نظریهٔ سیاسی هابز به‌طور کلی اندیشه‌های بیان شده در خصوص شهروند را از سر می‌گیرد، مگر در مواردی که هابز به نظر می‌آید که از زندگی سیاسی پرآشوب زمان خود درسی آموخته باشد. کسی که در لحظهٔ آزادی گردن به اطاعت فاتحی می‌گذارد با بیان صریح یا علامات کافی دیگر رضایت می‌دهد که رعیت او باشد. این وضعیت در مورد کسی که در برابر حاکم خود تعهد دیگری جز تعهد رعیت معمولی ندارد تکرار می‌شود. قانون مدنی تعهدات پیوسته با قوانین طبیعی و اصل عدالت در تضاد است. احترام به دیگران و فضیلت‌های دیگری که از قانون مدنی ناشی می‌شود و صلح و اطاعت را به دنبال می‌آورد، به محض تشکیل دولت، به قوانین طبیعی تبدیل می‌شود و بنابراین از این حیث که قدرت حاکم احترام به آن‌ها را الزام‌آور می‌داند، قوانین مدنی نیز هستند. بخش نانوشتهٔ قانون طبیعی خوانده می‌شود و بخش نوشتهٔ آن مدنی، قانون مدنی آزادی طبیعی افراد را محدود می‌کند تا آنان نتوانند به یکدیگر ضرر برسانند، بلکه به یکدیگر یاری برسانند و در برابر دشمن مشترک متحد شوند. قانون مدنی تحت نظارت پادشاه و پارلمان - در صورتی که سلطنت پارلمانی باشد - قرار دارد. سلطنت به هیچ‌وجه با قدرت مذهبی محدود نمی‌شود، زیرا که قلمرو امور دنیوی و مذهبی یگانه‌اند؛ حاکم را نمی‌توان با قدرت مذهبی طرد و تکفیر کرد، زیرا که شهریار نمی‌تواند خود را تکفیر کند. تکفیر رعیتی که به پادشاه وفادار باشد فاقد هرگونه اثر است. کشیشان وظیفهٔ خود را به نام و تحت اقتدار حاکم مدنی یا «قانون عرفی» انجام می‌دهند. اما پادشاه، یا هر حاکم دیگری، وظیفهٔ عالیه دینی خود را با تکیه بر اقتدار بلافصل ناشی از خدا یا «قانون شرعی» انجام می‌دهد؛ بنابراین، هرکس که به اطاعت از پادشاه گردن نهد و به خدا بودن مسیح اعتراف کند، مسیحی خوبی است.
بدین‌سان، قدرت مطلقه دولت که بر شالودهٔ دریافتی کاملاً مادی و سودجویانه از دولت استوار است، عالی‌ترین بیان خود را در لِوْیْاتان پیدا کرده است و این بیان تا جایی پیش می‌رود که آنگاه که پادشاه یا دولت نتوانند از شهروندان دفاع کنند، وفاداری مردم نسبت به آنان نفی می‌شود، زیرا که تنها دلیل اطاعت از آنان تأمین امنیت شهروند است.
دیدگاه علمی
توماس هابز، در پژوهش‌های علمی قرن هفدهم نقشی فعال داشت. وی با ریاضیدانان هم عصر خویش از جمله دکارت در تعامل بود، ولی به نتایجی کاملاً متفاوت دست یافت. مخالفت او با تفکیک ذهن و جسم در ثنویت دکارتی، باعث شد خود را یک ماتریالیست تمام عیار بخواند، و مفهوم ذات یا جوهر غیر مادی را به عنوان عبارتی متناقض رد کند (ادعایی جسورانه در زمانه ای که خدا باوری همچنان حاکم بود) هر آنچه در کائنات است فیزیکی یا مادی است، و هیچ چیز خارج از آن وجود ندارد.
هابز متأثر از نجوم کوپرنیک و گالیله، چشم‌اندازی مکانیکی از هستی ارائه داد، و این بحث را پیش کشید که با در نظر گرفتن قوانین فیزیکی، حتی انسان می‌تواند همچون یک ماشین قلمداد شود. نظریهٔ حرکت و نیروی جنبشی گالیله الهام بخش هابز بود، به طوری که به باور او این نظریه نه تنها عملکرد بدن، که فعالیت‌های ذهنی ما را نیز تبیین می‌کند. از دید هابز، ذهن ما یک ماشین فیزیکی است، و ابعاد روانشناختی انسان مثل هر چیز دیگری در کائنات از قوانین فیزیکی پیروی می‌کند.